# رشا رستم
رشا رستم ممثلة سورية.

## عن حياتها
شاركت أعمال عديدة مسلسل "حرائر" (إخراج باسل الخطيب)، وتحل ضيفة على مسلسل الخان (إخراج محمد معروف).باب الحارة - الجزء السابع" (إخراج عزام فوق العادة) بشخصية فتاة يهودية تدعى "هاجر"، صديقة "سارة" (كندا حنا) التي تقدم لها النصيحة دائما خاصة أثناء علاقتها بـ "معتز" (وائل شرف)و "شهر زمان" (إخراج زهير قنوع) بشخصية "نايا" سكرتيرة مدير عام " مسلسل عناية مشددة" (إخراج أحمد إبراهيم أحمد) بدور "سالي" خماسية "الوسادة الخالية" ضمن مسلسل "خطايا"(إخراج طارق سواح)، "حارة الأصيل" (إخراج محمد معروف). في السينما، أيضاً شاركت رشا رستم مؤخراً في فيلم "حب في الحرب" لـ عبد اللطيف عبد الحميد

## أعمالها

### في المسلسلات
- باب الحارة جزء ١٠صالحيه
- شهر زمان
- باب الحارة 7
- حرائر
- عناية مشددة
- خطايا

### في السينما
- فيلم حب في الحرب
- فيلم حارة الأصيل

## روابط خارجية
- رشا رستم على موقع قاعدة بيانات الأفلام العربية